# Pico Santos
Pico Santos (64° 25′ S, 61° 32′ O) é um cume ao sul da Ilha Murray, na costa oeste de Terra de Graham. Mapeado pela Expedição Antártica Belga comandada por Gerlache (1897-1899). Nomeado pela UK Antarctic Place-Names Committee (UK-ACP) em 1960 como homenagem para Alberto Santos Dumont (1873-1932), inventor Brasileiro residente na França que projetou e voou 14 balões e realizou o primeiro voo controlado oficial na Europa em 1906.